# Usher L. Burdick

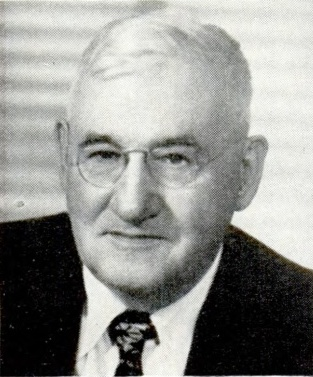
Usher L. Burdick (1957)

Usher Lloyd Burdick (* 21. Februar 1879 in Owatonna, Minnesota; † 19. August 1960 in Washington D.C.) war ein US-amerikanischer Politiker. Zwischen 1935 und 1945 sowie zwischen 1949 und 1959 vertrat er den zweiten Wahlbezirk des Bundesstaates North Dakota im US-Repräsentantenhaus.

## Frühe Jahre
Bereits im Jahr 1882 zog Usher Burdick mit seinen Eltern in das Dakota-Territorium. Er wuchs mit den Siouxindianern auf und besuchte die State Normal School in Mayville. Danach studierte er bis 1904 an der University of Minnesota Jura und arbeitete gleichzeitig als Lehrer. Nach seiner Zulassung als Rechtsanwalt begann er 1904 in Munich in diesem Beruf zu arbeiten.

## Politische Laufbahn
Burdick wurde Mitglied der Republikanischen Partei. Zwischen 1907 und 1911 war er Abgeordneter im Repräsentantenhaus von North Dakota; im Jahr 1909 wurde er als Nachfolger von Treadwell Twichell Speaker des Hauses. Ab 1910 war er in Williston ansässig. Zwischen 1911 und 1913 war er Vizegouverneur von North Dakota und von 1913 bis 1915 war er Bezirksstaatsanwalt im Williams County. In den folgenden Jahren praktizierte er wieder als Anwalt. Er wurde aber auch als Viehzüchter und Farmer tätig. Von 1929 bis 1932 war er stellvertretender Bundesstaatsanwalt für den Distrikt von North Dakota. Im Jahr 1932 kandidierte er erfolglos für einen Sitz im US-Repräsentantenhaus.
Bei den Wahlen des Jahres 1934 wurde Burdick als Abgeordneter in den Kongress gewählt. Dort löste er am 3. Januar 1935 James H. Sinclair ab. Nachdem er in den folgenden Jahren jeweils wiedergewählt worden war, konnte er das Mandat bis zum 3. Januar 1945 ausüben. Bei den Wahlen des Jahres 1944 war er nicht mehr von seiner Partei nominiert worden. Dafür bewarb er sich erfolglos für einen Sitz im US-Senat. Nach den Wahlen des Jahres 1948 zog er erneut in das US-Repräsentantenhaus ein. Dort konnte er zwischen dem 3. Januar 1949 und dem 3. Januar 1959 fünf weitere Legislaturperioden absolvieren. 1958 verzichtete Burdick auf eine weitere Kandidatur. Er starb im August 1960 in Washington und wurde auf seiner Ranch bei Williston beigesetzt.
Usher Burdick war der Vater von Quentin N. Burdick, der North Dakota in beiden Kammern des Kongresses vertrat. Er war außerdem der Schwiegervater von Jocelyn Burdick, die im Jahr 1992 ihrem verstorbenen Ehemann Quentin im Amt des US-Senators nachfolgte. Ein weiterer Schwiegersohn war Robert W. Levering, der von 1959 bis 1960 für Ohio im US-Repräsentantenhaus saß.